# Gebietsansässiger
Im Außenwirtschaftsrecht waren Gebietsansässiger im Sinne des § 4 Abs. 1 Nr. 5 AWG jede natürliche Person mit Wohnsitz oder gewöhnlichem Aufenthalt im Wirtschaftsgebiet (§ 4 Abs. 1 Nr. 1 AWG) in Deutschland und die österreichischen Gebiete von Jungholz und Mittelberg und juristische Personen sowie Personenhandelsgesellschaften mit Geschäftssitz, Hauptniederlassung oder Ort der Leitung im Wirtschaftsgebiet.
Der Begriff wird seit September 2013 im Außenwirtschaftsgesetz nicht mehr verwendet. Seitdem gilt synonym die Bezeichnung Inländer (§ 2 Abs. 15 AWG). Den Gegensatz bildeten entsprechend die Gebietsfremden, nunmehr Ausländer (§ 2 Abs. 5 AWG).   
Betriebsstätten, Niederlassungen oder Zweigniederlassungen Gebietsfremder im Wirtschaftsgebiet gelten als Gebietsansässige, wenn sie im Wirtschaftsgebiet ihre Leitung haben und für sie eine gesonderte Buchführung besteht. Haben Betriebsstätten Gebietsfremder im Wirtschaftsgebiet ihre Verwaltung, so gelten sie ebenfalls als Gebietsansässiger.